# شادية حبال

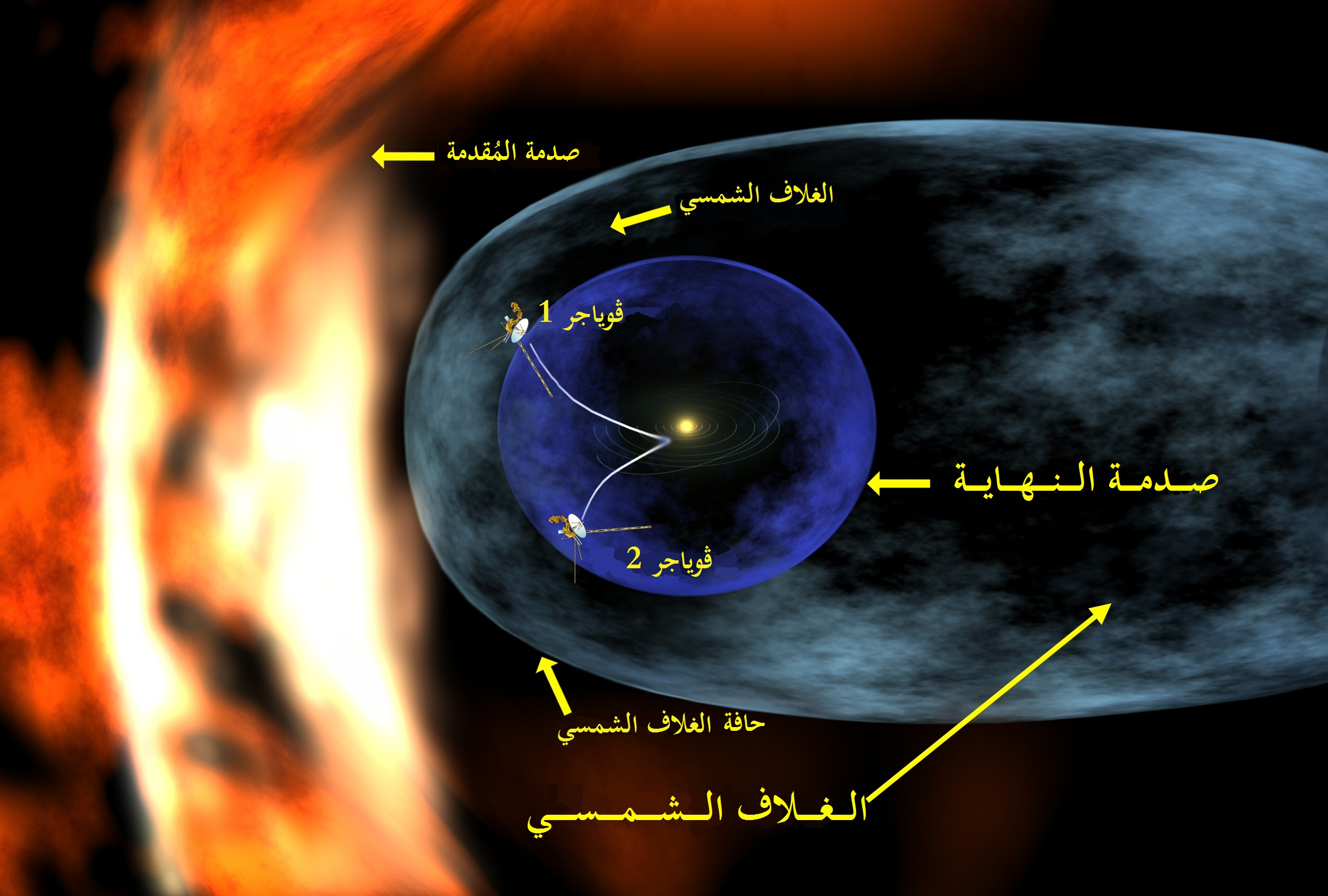
الرياح الشمسية

شادية رفاعي حبال (بالإنجليزية: Shadia Habbal) (مواليد حمص، سوريا) هي عالمة فلك وفيزياء سورية أمريكية، وابنة عالم النفس السوري الدكتور نعيم الرفاعي، بروفيسورة أستاذة كرسي فيزياء شمسية في جامعة ويلز في بريطانيا وتتركز بحوثها حول الرياح الشمسية وكسوف الشمس.

## حياتها ودراستها
ولدت الدكتورة شادية رفاعي الحبال في سوريا بمدينة حمص حيث حصلت على شهادتها الثانوية ثم نالت درجة البكالوريوس في علوم الفيزياء والرياضيات من جامعة دمشق، والماجستير في الفيزياء النووية من الجامعة الأمريكية في بيروت، ثم الدكتوراه في جامعة سينسيناتي في ولاية أوهايو الأمريكية عام 1977.

## مؤهلاتها العلمية
عملت كباحثة لمدة عام واحد في المركز الوطني لأبحاث الغلاف الجوي في بولدر (1977-1978) ثم عينت باحثة في مركز فيزياء الفضاء «سميث سونيان» التابع لجامعة هارفارد (Harvard-Smithsonian Center for Astrophysics) وبقيت ما يزيد عن عقدين من الزمن. وحصلت على كرسي الأستاذية في جامعة ويلز في بريطانيا عام 2000، وفي سنة 2002 تم تعيينها محررة في مجلة البحوث الجيوفيزيائية قسم فيزياء الفضاء.

## نشاطاتها العلمية
ترأست 10 حملات علمية لرصد كسوف الشمس حول العالم، حيث زارت أماكن مثل الهند (1995)، جواديلوب (1998) الصين (2008) وبولينيزيا الفرنسية (2010). وقادت عِدة فرق علمية مشاركة في دراسة الهالة الشمسية أثناء الكسوف بالتعاون مع وكالة ناسا في عام (2006,2008، 2009).
كما لعبت د.شادية دوراً رئيساً في الإعداد لرحلة المسبار الشمسي لوكالة الفضاء الأمريكية «ناسا»، وهو أول مركبة فضائية تدور فعلياً داخل الهالة الشمسية. وتقدمت بحوالي 60 ورقة بحث لمجلات التحكيم العلمية، كما شاركت بثلاثين بحثاً آخر في المؤتمرات العلمية، كما أنها قائدة حركة أكاديمية لنساء العلم عرفت باسم «النساء المغامرات».

## عضويتها بالجمعيات العلمية
- الجمعية الفلكية الأمريكية.
- الجمعية الأمريكية للفيزياء الأرضية.
- جمعية الفيزيائيين الأمريكيين.
- جمعية النساء المغامرات.
- الجمعية الأوروبية للفيزياء الأرضية.
- الاتحاد الدولي للفلكيين.
- تتمتع الدكتورة شادية بدرجة الزمالة في الجمعية الملكية للفلكيين.

## التقديرات العلمية
- Pioneer، مؤسسة الفكر العربي، ديسمبر 2004.
- Certificate of Guest Professor، من جامعة العلوم والتكنولوجيا الصينية 4 سبتمبر 2001.
- شهادة تقدير من مركز هارفارد سميثونيان للفيزياء الفلكية 19 ديسمبر 1997.
- شهادة تقدير من المركز الدولي لأبحاث الغلاف الجوي والمناخ 1996.